# Rabou
Rabou é uma comuna francesa na região administrativa da Provença-Alpes-Costa Azul, no departamento de Altos-Alpes. Estende-se por uma área de 26,56 km². Em 2010 a comuna tinha 83 habitantes (densidade: 3,1 hab./km²).